# 2003년 대만의 텔레비전 드라마 목록
다음은 2003년에 타이완의 텔레비전에서 방송되었던 드라마 프로그램을 나열한 목록이다.

## 작품 목록
- 《7년급생》
- 《Hi! 생반여랑》
- 《명얌 사해》
- 《분홍교부소첨첨》
- 《비도우견비도》
- 《수월동천》
- 《숙녀욕망일기》
- 《아적비밀화원》
- 《연향》
- 《우견귤화양》
- 《원미적하천》
- 《장미를 위하여》

## 같이 보기
- 타이완의 텔레비전 드라마 목록
- 2000년대 타이완의 텔레비전 드라마 목록